# Ангст, Макс
Макс Ангст (нем. Max Angst, 3 июля 1921 — 21 января 2002) — швейцарский бобслеист, пилот, выступавший за сборную Швейцарии в 1950-е годы. Бронзовый призёр зимних Олимпийских игр 1956 года в Кортина-д’Ампеццо, обладатель бронзовой медали чемпионата мира.

## Биография
Макс Ангст родился 3 июля 1921 года. Заниматься бобслеем начал под впечатлением от побед старшего брата, позже без проблем прошёл отбор в национальную сборную Швейцарии, присоединившись к ней в качестве пилота. Сразу стал показывать впечатляющие результаты, благодаря чему удостоился права защищать честь страны на Олимпийских играх 1956 года в Кортина-д’Ампеццо, где вместе с разгоняющим Гарри Уорбертоном завоевал бронзовую медаль. Кроме того, попробовал выступить здесь в зачёте четвёрок со второй швейцарской командой, но немного не дотянул до призовых позиций, оказавшись на четвёртом месте.
Дальнейшие выступления складывались, однако, не так удачно. Единственную медаль с чемпионатов мира Ангст выиграл на мировом первенстве в Кортина-д’Ампеццо 1960 года, когда финишировал третьим в зачёте четырёхместных экипажей. На тот момент ему было уже 38 лет, поэтому вскоре после этих соревнований Макс Ангст принял решение завершить карьеру профессионального спортсмена, уступив место молодым швейцарским пилотам. Умер 21 января 2002 года. Приходится родным братом не менее известному бобслеисту Генриху Ангсту.